# Raoul Kraushaar
Raoul Kraushaar est un compositeur américain, né le 20 août 1908 à Paris (France), et décédé le 13 octobre 2001 à Pompano Beach, en Floride (États-Unis).

## Filmographie

### Au cinéma
- 1939 : Colorado Sunset
- 1940 : Village Barn Dance
- 1940 : Young Buffalo Bill (en)
- 1941 : Back in the Saddle (en)
- 1941 : Sunset in Wyoming (en)
- 1942 : Cowboy Serenade (en)
- 1946 : The El Paso Kid
- 1947 : The Adventures of Don Coyote
- 1947 : Stork Bites Man
- 1947 : The Burning Cross
- 1948 : Let's Live Again
- 1948 : Silent Conflict
- 1948 : The Argyle Secrets (en)
- 1948 : Shaggy
- 1948 : Night Wind de James Tinling
- 1948 : The Gay Intruders
- 1948 : False Paradise
- 1948 : Strange Gamble
- 1948 : L'Île inconnue (Unknown Island), de Jack Bernhard
- 1949 : Plaisirs interdits (She Shoulda Said No) de Sam Newfield
- 1949 : Riders of the Pony Express
- 1949 : Arson, Inc. (en)
- 1949 : Sky Liner
- 1949 : Roll, Thunder, Roll! (en) de Lewis D. Collins
- 1949 : Zamba
- 1949 : Cowboy and the Prizefighter
- 1950 : Femmes préhistoriques (Prehistoric Women) de Gregg Tallas
- 1950 : The Second Face
- 1951 : L'épée de Monte-Cristo (en) (The Sword of Monte Cristo) de Maurice Geraghty
- 1951 : The Basketball Fix
- 1951 : Elephant Stampede
- 1951 : Bride of the Gorilla
- 1952 : Waco
- 1952 : Man from the Black Hills
- 1952 : Rose of Cimarron
- 1952 : Kansas Territory
- 1952 : Fargo (en)
- 1952 : Untamed Women
- 1952 : Canyon Ambush
- 1952 : Wyoming Roundup (en) de Thomas Carr
- 1952 : Bomba and the Jungle Girl
- 1952 : The Maverick
- 1952 : Abbott and Costello Meet Captain Kidd
- 1953 : The Flaming Urge
- 1953 : Star of Texas
- 1953 : The Homesteaders
- 1953 : La Femme au gardénia (The Blue Gardenia)
- 1953 : The Marksman
- 1953 : Rebel City
- 1953 : Run for the Hills (en) de Lew Landers
- 1953 : Topeka
- 1953 : The Fighting Lawman
- 1953 : Épousez-moi (Marry Me Again)
- 1953 : Vigilante Terror
- 1953 : Texas Bad Man (it)
- 1954 : Bitter Creek
- 1954 : The Forty-Niners
- 1954 : The Desperado de Thomas Carr
- 1954 : La déesse d'or (en) (The Golden Mistress) d'Abner Biberman
- 1954 : Two Guns and a Badge
- 1954 : Sitting Bull
- 1954 : Outlaw's Daughter
- 1954 : Attila, fléau de Dieu (Attila)
- 1955 : Le Brave et La Belle (The Magnificent matador)
- 1956 : The Black Whip
- 1956 : Curucu, Beast of the Amazon
- 1957 : Back from the Dead
- 1957 : The Unknown Terror
- 1957 : Tragique odyssée (Copper Sky)
- 1957 : Ride a Violent Mile
- 1958 : The Cool and the Crazy
- 1958 : Blood Arrow (en)
- 1958 : Desert Hell
- 1959 :  Passage secret (Mission of Danger) de Jacques Tourneur et George Waggner
- 1959 : Mustang!
- 1959 : L'Île des femmes perdues (Island of Lost Women) de Frank Tuttle
- 1959 : Frontière sauvage (Frontier Rangers)
- 1959 : The 30 Foot Bride of Candy Rock
- 1960 : September Storm
- 1966 : Jesse James contre Frankenstein (Jesse James Meets Frankenstein's Daughter) de William Beaudine
- 1966 : Billy the Kid versus Dracula
- 1966 : An Eye for an Eye
- 1970 : Triangle
- 1970 : Angelica: The Young Vixen
- 1970 : The Delta Factor
- 1974 : Dirty O'Neil
- 1975 : Sixpack Annie

### À la télévision
- 1954 : Lassie ("Lassie") (série télévisée)
- 1956 : The Adventures of Hiram Holliday (série télévisée)
- 1957 : Monsieur et Madame détective ("The Thin Man") (série télévisée)
- 1958 : Northwest Passage (série télévisée)
- 1958 : The Veil
- 1959 : Bonanza ("Bonanza") (série télévisée)
- 1960 : Alcatraz Express
- 1960 : L'Ouest aux deux visages ("Two Faces West") (série télévisée)
- 1960 : The Best of the Post (série télévisée)
- 1962 : The Beachcomber (série télévisée)
- 1980 : Children of Divorce (Les Enfants du divorce)